# Grupa warowna
Uzasadnienie: Wydaje się, że to terminy tożsame

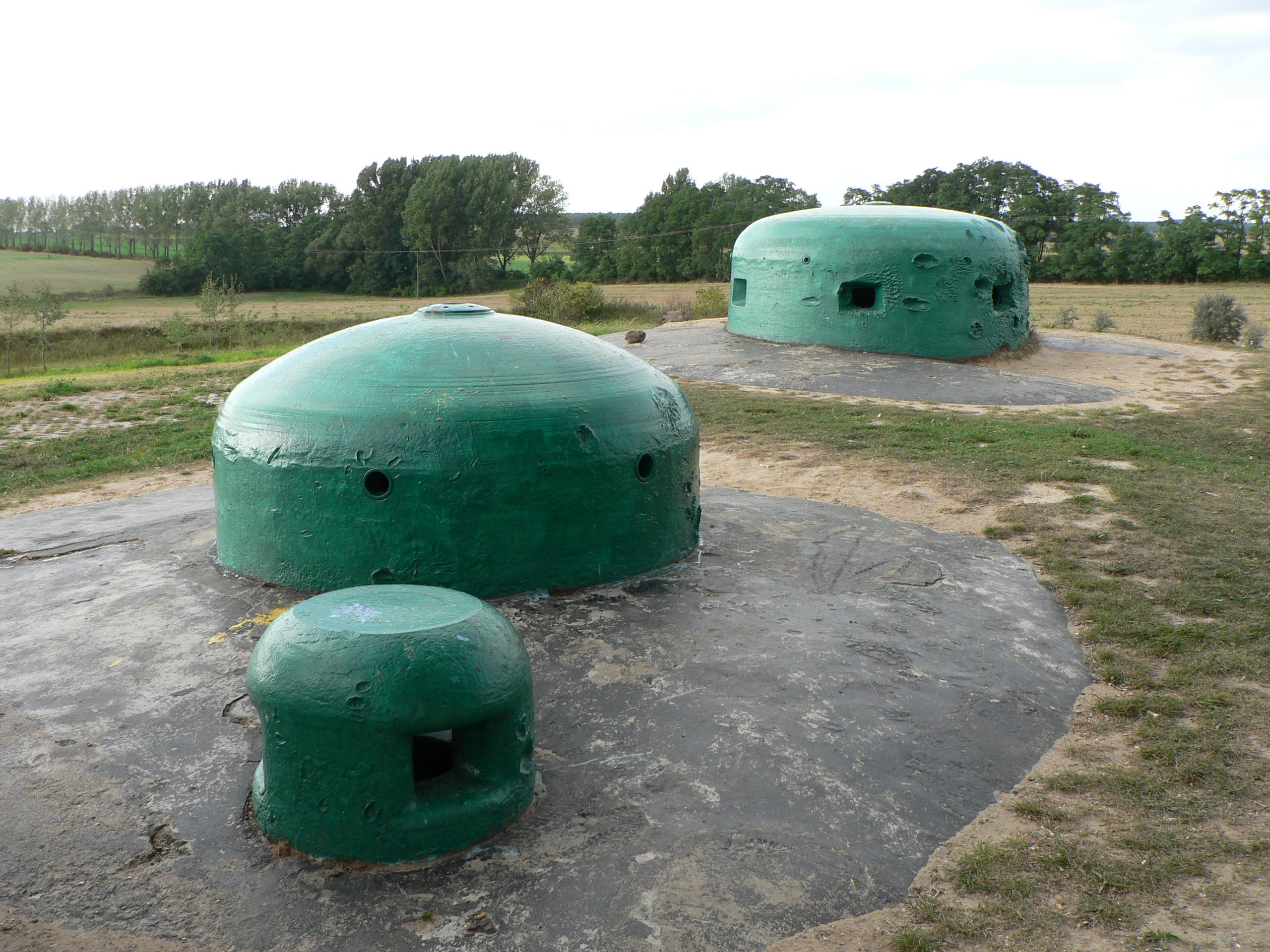
Fragment grupy warownej

Grupa warowna – grupa stałych obiektów fortyfikacyjnych (schronów, fortów); system fortyfikacji rozproszonej, złożony z kilkunastu-kilkudziesięciu niedużych obiektów (zazwyczaj wykonanych z betonu) o szerokiej autonomii i precyzyjnie rozdzielonych zadaniach.
Koncepcja grupy warownej – zamiast rozległego dzieła fortyfikacyjnego, wrażliwego na skupiony ogień artyleryjski – powstała w końcu XIX wieku. Głównym okresem budowy grup warownych było dwudziestolecie międzywojenne. Przykładami są zespoły umocnień Modlina, Warszawy czy Serocka.
Budowle były wznoszone na danym obszarze dla wykonywania wspólnego zadania bojowego, np. blokady traktów komunikacyjnych na kierunku spodziewanego marszu wojsk przeciwnika. Obiekty były połączone komunikacją podziemną (istniały zespoły obiektów nazywane grupami, mimo braku potern, szczególnie w fortyfikacji niemieckiej). Poszczególne schrony mogły być wyposażone w różnego rodzaju sprzęt bojowy i wykonywać odrębne zadania w ramach całości grupy.